# Aspidosiphon cylindricus
Aspidosiphon cylindricus är en stjärnmaskart som beskrevs av Horst 1899. Aspidosiphon cylindricus ingår i släktet Aspidosiphon och familjen Aspidosiphonidae. Inga underarter finns listade i Catalogue of Life.